# Фьюме-Гранде
Фьюме-Гранде (итал. Fiume Grande), или Северная Имера (итал. Imera settentrionale) — одна из важных рек на острове Сицилия в Италии. Длина — 35 км. Площадь бассейна — 342,03 км². Протекает по территории коммун Кальтавутуро, Кампофеличе-ди-Рочелла, Черда, Коллесано, Шиллато, Склафани-Баньи, Термини-Имерезе и Валледольмо в провинции Палермо. Впадает в Тирренское море у руин античного города Гимера.
Исток реки на горе Муфара называется потоком Фикера и находится на высоте 848 метров над уровнем моря. Поток Фикера соединяется с потоком Солито и образует реку Фьюме-Гранде, которая течёт вдоль автотрассы A19 до устья. Питание преимущественно дождевое, осенью река выходит из берегов и часты наводнения. Воды Фьюме-Гранде используются для орошения. Притоки реки — Салито, Рио-Секко, Фоссо-Инферно, Портелла, Мандалетто, Гарбиногара.
Первые упоминания о реке относятся к античным временам: древние греки называли её Имерас (греч. Ἱμέρας), древние римляне — Имера (лат. Himera).